# لایم لیک (نیویورک)
لایم لیک (به انگلیسی: Lime Lake) یک منطقهٔ مسکونی در ایالات متحده آمریکا است که در نیویورک واقع شده‌است. لایم لیک ۶٫۸ کیلومتر مربع مساحت و ۸۶۷ نفر جمعیت دارد و ۵۰۵٫۹۷ متر بالاتر از سطح دریا واقع شده‌است.